# 村上心
村上 心（むらかみ しん、SHIN MURAKAMI、1960年 - ）は、大阪府出身の建築家、写真家、ハイパー・スペース・クリエーター。椙山女学園大学教授。

## 来歴
- 1960年12月31日 - 大阪府生まれ。
- 1985年 - 東京大学工学部建築学科卒業。
- 1992年 - 同大学院工学系研究科博士課程単位取得満期退学。
- 1997年 - 蘭・デルフト工科大学OBOM研究所客員研究員。
- 1999年 - 椙山女学園大学生活科学部助教授。
- 2007年 - 椙山女学園大学生活科学部准教授。
- 2008年 - 椙山女学園大学生活科学部教授。